# Franklin (Virginie-Occidentale)
Pour les articles homonymes, voir Franklin.
La ville de Franklin est le siège du comté de Pendleton, situé dans l’État de Virginie-Occidentale, aux États-Unis. Sa population s’élevait à 721 habitants lors du recensement de 2010, estimée à 651 habitants en 2018.

## Histoire
L'Assemblée générale de Virginie accorde une charte à la ville en 1794, qui devient une municipalité. La ville s'appelle alors Frankfort, en l'honneur de Francis Evick, un des premiers habitants. Pour éviter une confusion avec Frankfort, la capitale du Kentucky, et Frankfort (comté de Hampshire), la ville change de nom et adopte celui de Benjamin Franklin.